# Ángulos consecutivos

Ángulos consecutivos.

Son ángulos consecutivos los adyacentes

Los ángulos consecutivos son aquellos que comparten un único lado común.
Varios ángulos serán consecutivos cuando cada uno de ellos comparte un lado con el siguiente, formando una única cadena ordenada donde todos tienen el mismo vértice.